# La venda
La venda (lett. "La benda") è un singolo del cantante spagnolo Miki Núñez, pubblicato il 18 gennaio 2019 dall'etichetta discografica Universal Music Spain. Il brano è scritto da Adrià Salas e prodotto da Oriol Padrós.
Il 20 gennaio 2019, durante il Gala Eurovisión, ha trionfato con il 34% dei voti del pubblico su dieci canzoni, garantendo al cantante la possibilità di rappresentare la Spagna all'Eurovision Song Contest 2019 a Tel Aviv, in Israele.
Facendo la Spagna parte dei Big Five, il brano ha avuto accesso direttamente alla serata finale del 18 maggio 2019. Qui si è classificato al 22º posto su 26 partecipanti con 54 punti totalizzati, di cui 53 dal televoto e uno solo dalle giurie. È stato il più votato dal pubblico in Portogallo, ma è arrivato ultimo nel voto della giuria.

## Tracce
Download digitale
1. La venda – 3:04
2. La venda (Eurovision Song Contest / Tel Aviv 2019) – 2:59

## Classifiche
| Classifica (2019) | Posizione massima |
| ----------------- | ----------------- |
| Spagna            | 13                |